# Sveti Luka
Luka Evangelist je svetnik, ki je po stari krščanski tradiciji napisal dve pomembni novozavezni knjigi: Evangelij po Luku in Apostolska dela. * 10, Antiohija; + 84, Tebe, Beocija, Grčija
Njegovo ime se glasi v hebrejščini לוקא‎ [Luka], v grščini starogrško Λουκᾶς [Lukas]. Slovensko ime Luka je praktično enaka izvirni obliki, v starejših prevodih Svetega pisma pa srečamo tudi obliko Lukež, ki izvira iz grščine.
Luka je bil doma iz Antiohije, po rodu je bil Grk (ali po nekaterih virih Sirec), po poklicu je bil zdravnik. Ni bil poročen in ni imel otrok. Precej časa je oznanjal krščanstvo skupaj s svetim Pavlom - spremljal ga je na vseh pomembnejših potovanjih in je skupaj z njim prišel tudi v Rim. Luka šteje (podobno kot Pavel) za apostola v širšem smislu - v pravoslavju ga uvrščajo med sedemdesetere apostole.
Iz uvodnih besed Lukovega evangelija se da sklepati, da Luka ni bil priča dogodkom, ki jih je opisal v evangeliju. To pomeni, da se je krščanski skupnost pridružil šele nekoliko pozneje. Pač pa v Apostolskih delih najdemo več odstavkov napisanih v prvi osebi množine (Apd 16,10-17; Apd 20,5-15; Apd 21,1-18; itd), iz česar lahko sklepamo, da je te dogodke pisec res sam doživel. Avtor se sicer nikjer ne predstavi, a sodobna znanost se strinja z izročilom, da je obe knjigi (Evangelij in Apostolska dela) napisala ista oseba.
Po stari krščanski tradiciji je bil Luka tudi slikar. Naslikal naj bi Marijo z Jezusom in Petra in Pavla. Nekaj njegovih slik naj bi se (po izročilu) ohranilo do današnjih dni:
- Črna Marija iz Čenstohove, Poljska
- Carigrajska Mati Božja v baziliki svete Justine v Padovi, Italija
- Slika device Marije (imenovana Salus populi romani) v baziliki Santa Maria Maggiore v Rimu, Italija
- Milostna Mati Božja na Trsatu, Hrvaška

Po krščanskem izročilu je Luka umrl v starosti 84 let v Tebah, Grčija.
Luka velja za zavetnika zdravnikov in likovnih umetnikov. Njegov razpoznavni znak na slikah je bik. Njegov god se praznuje 18. oktobra po katoliškem koledarju.
- Sveti Luka Evangelist: slika Marijo z Jezusom, oljna slika Giovannija Francesca Barbierija
- Krilati bik - simbol svetega Luke na steni poslopja v Žički kartuziji